# بيدرو كاستيلو
خوسيه بيدرو كاستيلو تيرونيس (من مواليد 19 أكتوبر 1969) هو مدرس من بيرو وزعيم نقابي وسياسي ورئيس بيرو المُنتخب بعد الانتخابات العامة في بيرو عام 2021. حصل على مكانة بارزة كشخصية قيادية في إضراب المعلمين عام 2017 وخاض الانتخابات كمرشح عن حزب بيرو الحرة اليساري. احتل المركز الأول في الجولة الأولى من التصويت الرئاسي وتقدم إلى الدور الثاني ضد كيكو فوجيموري. في 16 يونيو، أشار الفرز النهائي للجولة الثانية من قبل المكتب الوطني للعمليات الانتخابية إلى أن كاستيلو قد فاز بنسبة 50.13٪ من الأصوات الصحيحة، على الرغم من أن هيئة التحكيم الوطنية للانتخابات أخرت إعلانها الرسمي للنتيجة بسبب مزاعم التزوير التي أثارتها فوجيموري. تم تأكيد فوز كاستيلو في 19 يوليو، ومن المقرر أن يتم تنصيبه في 28 يوليو. اعتبرت النتيجة على نطاق واسع على أنها رفض للنخبة البيروفية التقليدية.

## النشأة والتعليم
ولد كاستيلو لعائلة فقيرة مكونة من فلاحين أميين في بلدة بونيا، تاكابامبا، مقاطعة تشوتا، مقاطعة كاجاماركا. على الرغم من كون كاخاماركا موقعًا لأكبر منجم ذهب في أمريكا الجنوبية، ظلت واحدة من أفقر المناطق في بيرو. وهو ثالث أبناء عائلة والديه من بين تسعة أطفال.
وُلِد والده إيرينو كاستيلو في مزرعة مملوكة لعائلة مالكة للأرض. استأجرت الأسرة الأرض من ملاك الأراضي حتى تولى الجنرال خوان فيلاسكو ألفارادو السلطة وأعاد توزيع الممتلكات من ملاك الأراضي إلى الفلاحين، فحصل إيرينو على قطعة أرض كان يعمل عليها.
خلال طفولته، كان على كاستيلو في كثير من الأحيان أن يوازن بين تعليمه وعمل المزرعة في المنزل. أكمل تعليمه الابتدائي والثانوي في معهد Octavio Matta Contreras de Cutervo العالي التربوي. تضمنت رحلة كاستيلو اليومية من وإلى المدرسة المشي على طول ممرات منحدرة شديدة الانحدار لمدة ساعتين، مرتديًا معطفًا من الصوف وقبعة من القش "شوتانو".
عندما كان شابًا، سافر كاستيلو في جميع أنحاء بيرو لكسب الأموال من أجل دراسته. ابتداءً من سن الثانية عشرة، سار هو ووالده 140 كيلومتر (87 ميل) لمدة يومين إلى ثلاثة أيام للعمل لبضعة أشهر في مزارع البن بمنطقة الأمازون في بيرو. سافر كاستيلو مع أخته عبر الأمازون للعمل في محاصيل الأرز وبيع الآيس كريم من أجل دفع تكاليف الدراسة. باع الصحف ونظف غرف الفنادق في ليما. درس التعليم الابتدائي في معهد الدراسات العليا في أوكتافيو كاريرا ودرجة الماجستير في علم النفس التربوي من جامعة سيزار فاليجو.
خلال الصراع الداخلي في بيرو الذي بدأ في الثمانينيات، عمل كاستيلو في شبابه كرجل دورية في Ronda Campesina للدفاع ضد الدرب الساطع. تبعه نيلفر هيريرا، وهو أحد طلابه السابقين، إلى روندا كامبيسينا، قائلاً إن كاستيلو «كان يحاول دائمًا مساعدة الناس... إذا كان علينا بناء طريق، فقد كان هناك، وإذا كان علينا القيام ببعض المهام أو المهمات، فقد كان هناك، وإذا كان علينا مساعدة شخص مريض لا يملك المال، فقد كان هناك». ووفقًا لفريد قهات، أستاذ العلاقات الدولية البيروفي الذي قابله جاكوبين، فإن هذه الجماعات تضمنت بعضًا من ذوي المعتقدات اليسارية، وتكافح الإرهاب اليساري المتطرف في المناطق الريفية التي لا تخضع لسيطرة حكومة بيرو.
منذ عام 1995، عمل كاستيلو مدرسًا في مدرسة ابتدائية ومدير مدرسة 10465 في بلدة بونيا، تشوتا، حيث كان مسؤولاً عن الطبخ والتنظيف والتدريس للطلاب في صفه. وفقًا لكاستيلو، شيد المجتمع المدرسة بعد عدم تلقي أي مساعدة حكومية. تضمنت مهنة كاستيلو التدريسية تلقي أجر منخفض، وكانت المكانة المهنية لعمله محترمة للغاية ومؤثرة في المناطق الريفية في بيرو، مما أدى إلى مشاركة كاستيلو في نقابات المعلمين.

## النشاط

### إضراب المعلم
بعد قراءة مقال إخباري يفيد بأن بيرو شهدت نموًا اقتصاديًا كبيرًا بسبب الثروة المعدنية للبلاد، لاحظ كاستيلو كيف وصل طلابه إلى المدرسة وهم جائعون ولم يحصلوا على أي فوائد من الاقتصاد، مما ألهمه لتغيير وضع بيرو. أصبح كاستيلو قائدًا لنقابة المعلمين خلال إضراب عام 2017، الذي سعى إلى زيادة الرواتب، ودفع الدين الاجتماعي، وإلغاء قانون مهنة المعلم العام، وزيادة ميزانية قطاع التعليم. امتدت الإضرابات إلى أجزاء مختلفة من جنوب بيرو، وبسبب إطالة أمدها، تم استدعاء وزير التعليم ماريلي مارتينز، ورئيس الوزراء فرناندو زافالا، والحكام الإقليميين الخمسة والعشرين، والمديرية الإقليمية ليما. على الرغم من التوصل إلى اتفاق، استمر المعلمون في الإضراب.
عرض الرئيس بيدرو بابلو كوتشينسكي نفسه كوسيط، ودعا مندوبي المعلمين للقائه في قصر الحكومة للتوصل إلى حل؛ تم استقبال قادة CEN فقط، إلى جانب قادة كوسكو، ولكن لم يتم استقبال ممثلي القواعد التي يقودها كاستيلو. ونتيجة لذلك، تفاقم الإضراب، مع وصول المعلمين من جميع المناطق إلى ليما، وعقدوا مسيرات وتجمعات في العاصمة. ساعدت كيكو فوجيموري وأنصار فوجيميوري -المعارضون لإدارة كوتشينسكي- كاستيلو في الإضراب في محاولة لزعزعة استقرار حكومة الرئيس.
في 24 أغسطس 2017، على الرغم من استمرار بعض المعلمين في إضراب، أصدرت الحكومة مرسومًا أعلى ينص على المزايا المتفق عليها في المفاوضات رسميًا. أصدرت الحكومة تحذيرًا بأنه إذا لم يعد المعلمون إلى الفصول الدراسية اعتبارًا من 28 أغسطس، فستقوم وزارة التربية والتعليم بتعيين معلمين جدد.
أعلن كاستيلو تعليق الإضراب في 2 سبتمبر 2017 لكنه أوضح أنه سيكون مجرد تعليق مؤقت.

## الحياة السياسية
في عام 2002، ترشح كاستيلو لمنصب رئيس بلدية أنغويا مع حزب يسار الوسط "ممكن بيرو" بقيادة أليخاندرو توليدو لكنه لم يفز. شغل منصب عضو قيادي في الحزب في كاخاماركا من عام 2005 حتى حل الحزب في عام 2017 بعد نتائجه السيئة في الانتخابات العامة لعام 2016. بعد قيادته خلال إضراب المعلمين، اقتربت العديد من الأحزاب السياسية في بيرو من كاستيلو للترويج له كمرشح للكونجرس، على الرغم من رفضه فقد قرر بدلاً من ذلك الترشح للرئاسة بعد أن شجعته النقابات.

### انتخابات 2021 الرئاسية

#### الجولة الأولى
خلال وباء COVID-19 في بيرو، حاول كاستيلو مواصلة تعليم طلابه خلال الإغلاق. لكن مجتمعه الفقير لم يكن لديه القدرات. لم يتمكن أي من طلابه تقريبًا من الحصول على هاتف محمول، ولم تصل الأجهزة اللوحية التعليمية التي وعدت بها الحكومة. وبعد تجربة
وبعد خبرة طويلة من النضال على مدار أكثر من خمسة وعشرين عامًا من التدريس، قرر كاستيلو الترشح في الانتخابات الرئاسية.
في أكتوبر 2020، أعلن عن ترشحه للرئاسة في الانتخابات العامة 2021 مع بيرو الحرة. وأعلن ترشحه رسميا في 6 ديسمبر عام 2020، مؤكدا تذكرته، والذي يتضمن المحامي دينا Boluarte والحاكم السابق ل جونين، فلاديمير سيرون. تم استبعاد سيرون لاحقًا من قبل هيئة المحلفين الوطنية للانتخابات بسبب قضاء عقوبة بالسجن بتهمة الفساد منذ عام 2019.
خلال حملته الانتخابية، قال كاستيلو إنه سيعفو عن القومي العرقي أنتورو هومالا، وهو عرقي وشقيق الرئيس السابق أولانتا هومالا، الذي حُكم عليه بالسجن تسعة عشر عامًا بعد أن قاد الاستيلاء على مركز للشرطة في أنداهوايلاس مما أسفر عن مقتل أربعة من رجال الشرطة. ومسلح واحد. عند اختتام حملته الأولى قبل الجولة التمهيدية من الانتخابات، أقام كاستيلو مسيرة انتخابية في المركز التاريخي في ليما، بدءًا بمسيرة في ساحة سان مارتن، وقاد مسيرة على ظهور الخيل إلى بلازا دوس دي مايو حيث تجمع المئات من المؤيدين. وذكر أنه في حالة انتخابه، فإن المواطنين سيشرفون على سياساته، وأنه سيتلقى فقط راتب المعلم وأنه سعى إلى خفض رواتب أعضاء الكونجرس والوزراء إلى النصف.
ارتفعت التوقعات بفوزه خلال الأسابيع الأخيرة من الحملة وفي يوم الانتخابات، حيث حصل كاستيلو على 18 ٪ من الأصوات في الجولة الأولى، مما جعله في المركز الأول وسط عدد كبير من المرشحين. يُعزى نجاحه إلى التركيز على الاختلاف الكبير في مستويات المعيشة بين ليما وريف بيرو، وبناء الدعم في المقاطعات الريفية. وبعد ذلك واجه مرشحة المركز الثاني، كيكو فوجيموري، في الجولة الثانية من التصويت لاختيار رئيس بيرو التالي. كانت فوجيموري قد احتلت المركز الثاني سابقًا في الانتخابات العامة لعامي 2011 و 2016.

#### الجولة الثانية
مع اقتراب الجولة الثانية من الانتخابات الرئاسية، قالت وكالة أسوشيتيد برس إنه إذا أصبح كاستيلو رئيسًا، فمن غير المرجح أن يتم سن مقترحات سياسته، حيث أن الكونجرس المنتخب حديثًا في بيرو يتكون من أحزاب معارضة، مع حصول حزبه على أكثر من 37 من 130 مقعدًا في الكونغرس. شاركت الإيكونوميست أفكارًا مماثلة، حيث كتبت أنه بسبب الانقسامات الكبيرة للأحزاب في الكونغرس، كان من المتوقع أن يكون الشخص الذي يتم انتخابه للرئاسة ضعيفًا بسبب الكونجرس المنكسر.
بعد فوزه في الجولة الأولى، دعا كاستيلو إلى الحوار مع القوى السياسية البيروفية الأخرى، بما في ذلك النقابات العمالية وروندا كامبينسيناس، من أجل تحقيق اتفاق سياسي، على الرغم من أنه استبعد وضع خارطة طريق مماثلة لخريطة أولانتا هومالا خلال الانتخابات العامة لعام 2016. أسس تحالفًا سياسيًا مع المرشحة الرئاسية اليسارية السابقة فيرونيكا ميندوزا في مايو 2021، وحصل على دعمها لحملته.

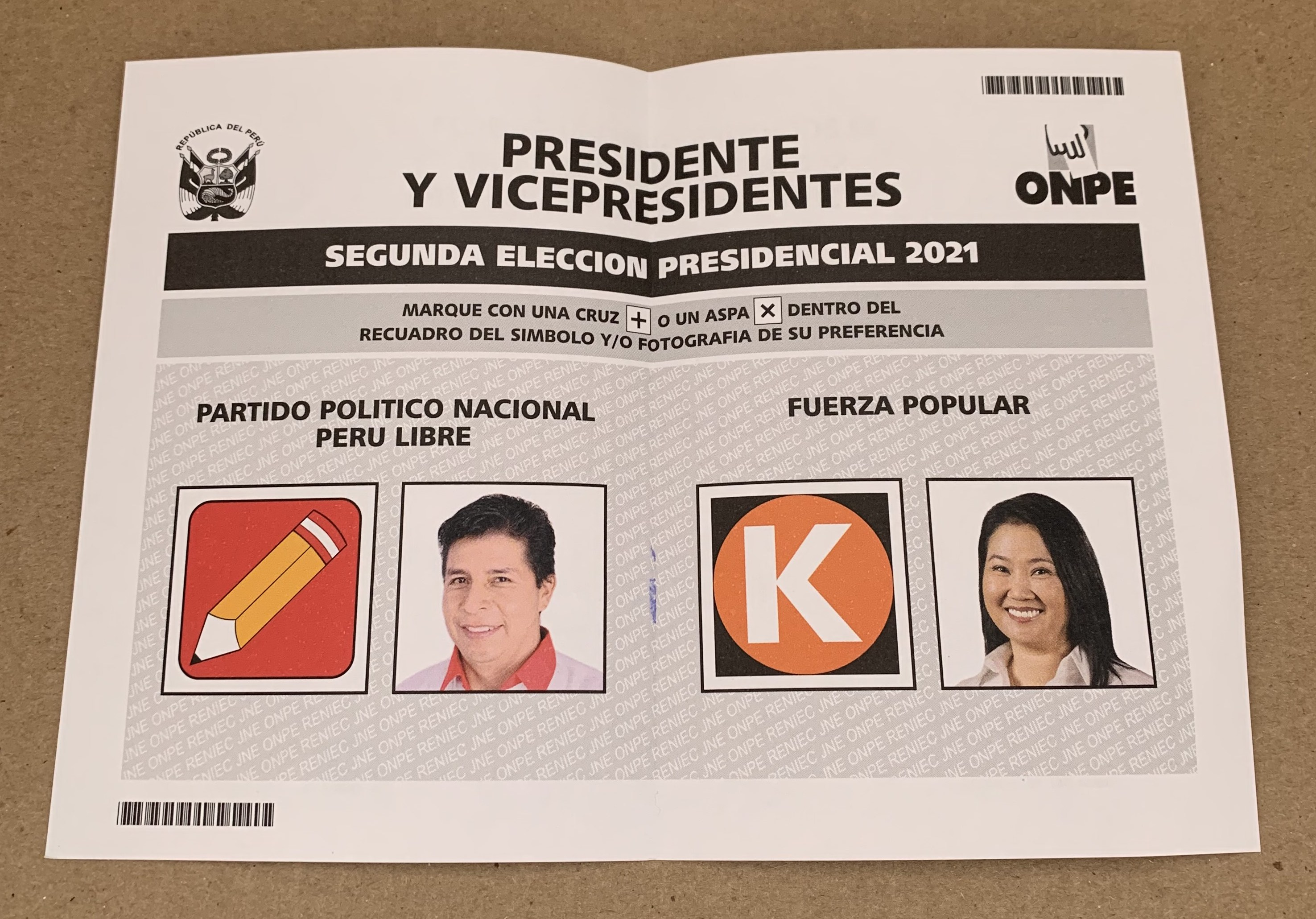
ورقة اقتراع للجولة الثانية بين كاستيلو وفوجيموري

خلال جولة في ميسا ريدوندا في منطقة ليما، تعرض كاستيلو لصيحات الاستهجان من قبل التجار البيروفيين والفنزويليين، وقاموا بتوجيه الإهانات إليه بإطلاق اسم نيكولاس مادورو، رئيس فنزويلا عليه. بعد أيام، حدث وضع مماثل في مدينة تروخيو. خلال الحملة، نددت منظمة Free Peru بتلقي كاستيلو تهديدات بالقتل مجهولة المصدر. بالإضافة إلى ذلك، وجه مرشح المركز الثالث رافائيل لوبيز ألياجا تهديدات بالقتل في ختام مظاهرة ضد ترشيح كاستيلو، صائحًا: «الموت للشيوعية! الموت لسيرون! الموت لكاستيلو!»
في 18 مايو، قدم كاستيلو في منطقة بوينتي بيدرا في ليما الفريق الفني لتنسيق حكومته المحتملة، ومن بينهم المحامون دينا بولوارت (المرشح لمنصب نائب الرئيس) وريكاردو لوبيز ريسو وجوليان بلاسين، وعالم الاجتماع أناهي دوراند. وعضو الكونغرس السابق خوان باري، والطبيب هيرناندو سيفالوس، والاقتصاديون سيليست روساس مونيوز، وأندريس ألينكاستر ورولاندو فيلا، والفيزيائي النووي موديستو مونتويا ورولاندو باوكار، واللغوية نيلا فيجيل، وعالمة الأوبئة أنطونيو كيسبي، والمعلمون كارلوس غالاردو جوميز، وماركو فاليرا، وليوميز وكذلك المحامي الأعلى السابق أفيلينو غيلين.

#### التفاعلات
بعد النجاح المفاجئ لكاستيلو في الجولة الأولى من الانتخابات، انخفض مؤشر S&amp;P/BVL بيرو العام بنسبة 3.2٪ وشهد مؤشر سول البيروفي انخفاض قيمته بنسبة 1.7٪، وهي أكبر خسارة له منذ ديسمبر 2017 خلال أول عملية عزل ضد بيدرو بابلو كوتشينسكي. في الأسبوع الذي سبق جولة الإعادة، واصل مؤشر سول تسجيل أدنى مستوياته التاريخية مقابل الدولار الأمريكي.
هنأ الرئيس البوليفي السابق إيفو موراليس كاستيلو، قائلاً إن كاستيلو «فاز باقتراحنا» وأنه تحدث معه عبر الهاتف من قبل. كما شارك الرئيس الأوروغوياني السابق خوسيه موخيكا التهنئة بنجاح كاستيلو في الجولة الأولى من الانتخابات، وحذر كاستيلو من «عدم الوقوع في الاستبداد»، أثناء مشاركته في مكالمة فيديو حية على فيسبوك.
في 2 يونيو 2021، قارنت صحيفة فاينانشيال تايمز أسلوبه في القيادة ليس بتلك التي شوهدت في كوبا أو فنزويلا، لكنها أشارت إلى أن أسلوب حكمه سيكون أكثر شبهاً بالأسلوب الذي شوهد في بوليفيا خلال فترة إيفو موراليس. كما أفادت صحيفة فايننشال تايمز عن هروب رؤوس الأموال من أغنى الأفراد والشركات، على الرغم من عدم تأكيد هذه المزاعم على الفور.

### الرئيس المنتخب
تم تعيين كاستيلو رسميًا كرئيس منتخب لبيرو في 19 يوليو 2021، قبل أكثر من أسبوع بقليل من تنصيبه. قبل أيام من تعيينه، التقى كاستيلو ومستشاره الاقتصادي بيدرو فرانك مع السفير ليانغ يو في السفارة الصينية في بيرو لمناقشة تقديم لقاحات سينوفارم COVID-19 بشكل أسرع في بيرو.
قدم معظم القادة الإقليميين، وبعضهم في أوروبا، مثل بيدرو سانشيز من إسبانيا، التهاني وتمنى لكاستيلو كل التوفيق في توليه رئاسة بيرو في الذكرى المئوية الثانية.

## المواقف السياسية
وصف المحللون كاستيلو بأنه يساري زراعي وشعبوي واشتراكي. لقد قال إنه ليس شيوعياً وأنه ليس تشافيستا. وصفته العديد من وكالات الأنباء الدولية بأنه ينتمي إلى أقصى اليسار ونأى كاستيلو بنفسه عن اليساريين المتطرفين من حزب بيرو الحرة الماركسي اللينيني الذي اختاره كمرشح، مشيرًا إلى أن «الشخص الذي سيحكم هو أنا» ولن تكون هناك «شيوعية» في بيرو تحت حكومته. صرح فريد كاهات من الجامعة البابوية الكاثوليكية في بيرو بأن علاقة كاستيلو محدودة مع بيرو الحرة وانفصل عن زعيم الحزب، مضيفًا أنه «من المهم أن نتذكر أن كاستيلو مرشح ولكنه ليس عضوًا في الحزب... يمكن القول إنه أكثر تحفظًا مما توحي به المثل العليا لليبرالي بيرو». كثيرا ما يوصف بأنه «محافظ اجتماعيا».
بعد فوزه في الجولة الأولى من الانتخابات الرئاسية، قدم كاستيلو أفكاره بطريقة أكثر اعتدالًا، في محاولة للحفاظ على التوازن بين المثل اليسارية لبيرو الحرة وإجماع البيروفيين. كتب الإيكونوميست أن كاستيلو «يجمع بين الخطاب الراديكالي والبراغماتية»، مشيرة إلى أنه عمل مع كل من الجماعات اليسارية واليمينية، بما في ذلك القوة الشعبية لكيكو فوجيموري، خلال إضراب المعلمين عام 2017. وبينما كان يروج للقيم اليسارية بشأن الإنفاق الحكومي والسياسة الخارجية، فإنه يتجه إلى اليمين أكثر في القضايا الاجتماعية، ويعبر بشكل مباشر عن معارضته لـ «إضفاء الشرعية على الإجهاض، أو زواج المثليين، أو القتل الرحيم» و «نهج المساواة بين الجنسين» في التعليم.

### محليًا

#### الاقتصاد

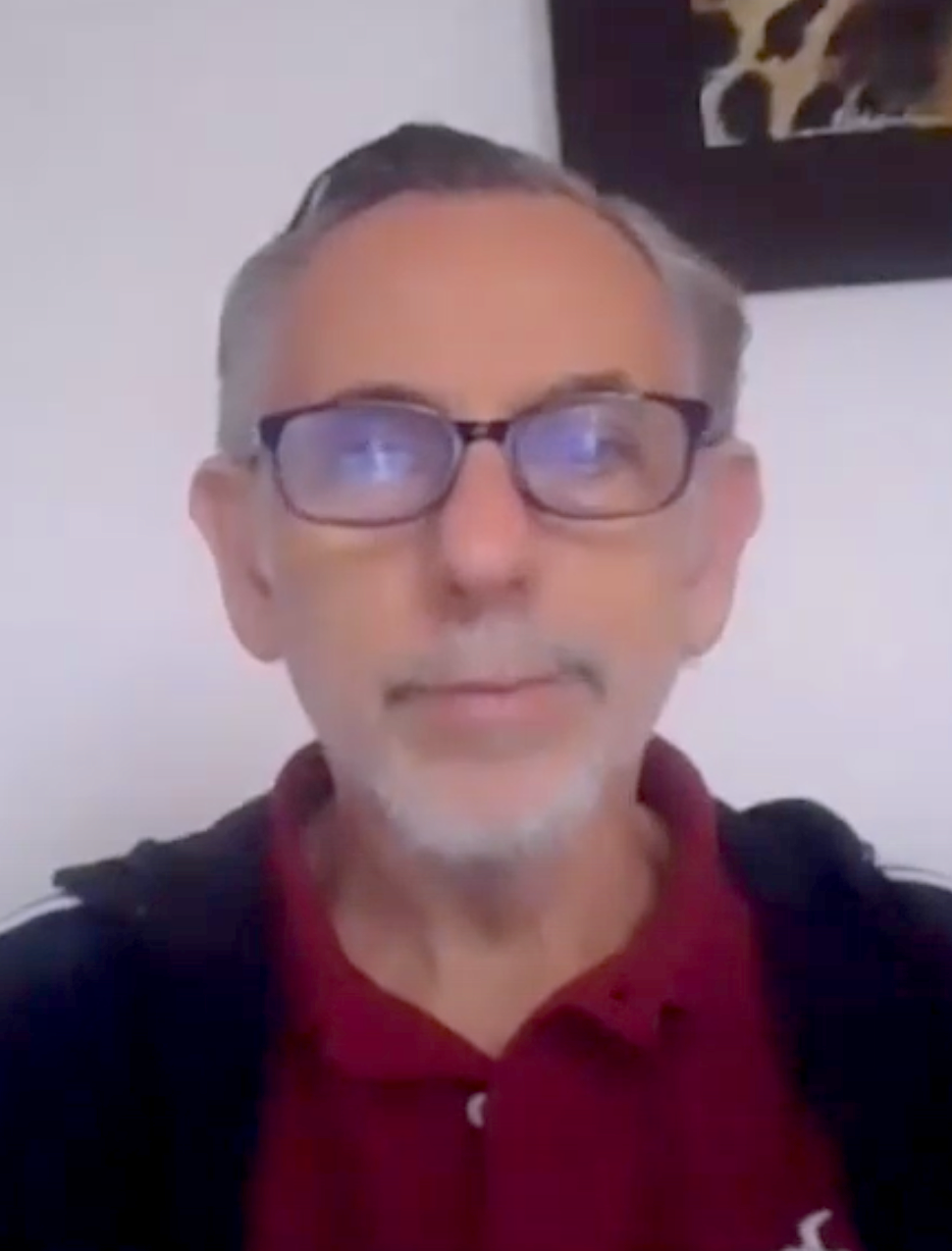
المستشار الاقتصادي الرئيسي لكاستيلو بيدرو فرانك، خبير اقتصادي سابق في البنك الدولي وبنك الاحتياطي المركزي في بيرو

وفقًا لقهات، تم إنشاء السياسة الاقتصادية لكاستيلو بالتعاون مع فيرونيكا ميندوزا، بالاستعانة بالاقتصاديين في بيرو الجديدة الذين لديهم تاريخ راسخ في شغل المناصب العامة. مستشاره الاقتصادي الرئيسي هو بيدرو فرانك، وهو اقتصادي سابق بالبنك الدولي وبنك الاحتياطي المركزي في بيرو ساعد كاستيلو في تعديل سياساته. أعرب كاستيلو عن اهتمامه بتحريك بيرو أكثر نحو اقتصاد مختلط.
وعد كاستيلو في خطاب موجه إلى الشركات الأجنبية بأنه لن يؤمم الشركات في بيرو، قائلاً إن أولئك الذين يسعون لتأميم الصناعة داخل حزبه هم جزء من اليسار المتطرف. تتمثل بعض مقترحاته الاقتصادية الرئيسية في تنظيم «الاحتكارات واحتكارات القلة» من أجل إنشاء اقتصاد مختلط وإعادة التفاوض بشأن الإعفاءات الضريبية مع الشركات الكبيرة. أدلى كاستيلو بتصريحات تدعم زيادة التنظيم، وانتقد بشكل مباشر الشركات التشيلية Saga Falabella وLATAM Airlines Group. مستشهداً بحقيقة أن أمريكا اللاتينية مدينة لبيرو بنحو مليار دولار، دعا كاستيلو إلى شركة طيران وطنية مملوكة للدولة. في مقابلة مع CNN، صرح أنه إذا تم انتخابه، فإنه سيجري مناقشات مع الشركات لضمان «أن 70٪ من الأرباح يجب أن تبقى للدولة وأن تأخذ الشركات 30٪، وليس العكس كما هو الحال اليوم» وأوضح قهات أن كاستيلو اقترح فرض ضرائب على الأرباح غير المتوقعة، ووصف هذه الأرباح بأنها «نتاج أسعار دولية جيدة وليس ميزة الشركة نفسها»، مع تشابه هذه السياسات مع تلك التي وضعها رئيس الولايات المتحدة جيمي. كارتر.
هناك اقتراح رئيسي آخر لكاستيلو هو زيادة ميزانيات التعليم والصحة بما لا يقل عن عشرة في المائة من الناتج المحلي الإجمالي لبيرو. وتلقى انتقادات لعدم توضيح كيفية تمويل هذه السياسات، وذلك لأن الميزانية الحكومية الحالية لبيرو تشكل بالفعل أربعة عشر في المائة من الناتج المحلي الإجمالي للبلاد. يعتقد كاستيلو أن الوصول إلى الإنترنت يجب أن يكون حقًا لجميع البيروفيين. واقترح إنشاء وزارة للعلوم والتكنولوجيا يتم تكليفها على الفور بمكافحة جائحة COVID-19 في بيرو.
فيما يتعلق بالتعدين في بيرو، قال كاستيلو إنه يدعم استخراج المعادن في جميع أنحاء بيرو «حيث تسمح الطبيعة والسكان بذلك» وأنه يرحب بالاستثمارات الدولية فيما يتعلق بهذه المشاريع. بالنسبة للإصلاح الزراعي، اقترح كاستيلو جعل بيرو أقل اعتمادًا على استيراد السلع الزراعية وتحفيز استخدام المنتجات الغذائية المحلية بدلاً من الترويج لإنتاج السلع للتصدير فقط.

#### الحكم
يتمثل أحد الاقتراحات الرئيسية لكاستيلو في انتخاب جمعية تأسيسية لتغيير الدستور الموروث من نظام ألبرتو فوجيموري، حيث يقول كاستيلو «إنه يعمل على الدفاع عن الفساد على نطاق واسع». قال كاستيلو إنه في جهوده لإعادة كتابة دستور بيرو، سيحترم سيادة القانون من خلال استخدام العمليات الدستورية الحالية والدعوة إلى استفتاء دستوري لتحديد ما إذا كان ينبغي تشكيل جمعية تأسيسية أم لا؛ لإجراء استفتاء، سيطلب كاستيلو تصويت الأغلبية من الكونجرس، وهو أمر غير مرجح ويحد من فرصه في تغيير الدستور. كما يجب أن يوافق الكونجرس على جميع الإصلاحات المقترحة.
في حدث يسمى «إعلان المواطن - القسم من أجل الديمقراطية»، وقع كاستيلو اتفاقًا يتعهد فيه باحترام الديمقراطية، قائلاً «أقسم من كل قلبي، أقسم من كل قلبي، أنني سأحترم الديمقراطية الحقيقية والمساواة في الحقوق والفرص للشعب البيروفي، دون أي تمييز ومحاباة». كما وعد كاستيلو في هذا الحدث باحترام فترة الولاية الرئاسية البالغة خمس سنوات، قائلاً إنه في حالة انتخابه، فلن يعدل الآليات لتمديد الفترة الرئاسية وسيغادر منصبه في 28 يوليو 2026. تضمنت البيانات الأخرى التي أدلى بها كاستيلو احترام الفصل بين السلطات داخل الهيئات الحكومية في بيرو والاعتراف باستقلالية الكيانات الدستورية.

#### السياسات الاجتماعية
تتضمن السياسات الاجتماعية المقترحة من كاستيلو إنشاء مجموعات شبه عسكرية وعسكرة الشباب البيروفي من أجل تعزيز تجربة ثورية، ودعوة المواطنين إلى تسليح أنفسهم من أجل توفير العدالة من خلال «الإدارة الاشتراكية». ودعا بيرو إلى الانسحاب من الاتفاقية الأمريكية لحقوق الإنسان وإعادة العمل بعقوبة الإعدام في البلاد. كما دعا كاستيلو إلى لوائح أكثر صرامة على وسائل الإعلام في بيرو أيضًا.
ووفقًا لكاستيلو، فإن قضايا الإجهاض وحقوق مجتمع الميم في بيرو «ليست ذات أولوية». تم وصف اقتراحه «المرأة الاشتراكية» بأنه «نظرة أبوية عميقة ومعيارية بين الجنسين للمجتمع المتخفي تحت لغة تبدو محررة» بواسطة خافيير بوينتي، الأستاذ المساعد لدراسات أمريكا اللاتينية في كلية سميث.

### دوليًا
دافع كاستيلو عن حكومة نيكولاس مادورو في فنزويلا، واصفًا إياها بأنها «حكومة ديمقراطية»، بينما شارك حزبه «بيرو الحرة» في الثناء على سياسات فيدل كاسترو وهوجو شافيز.
بعد فوزه في الجولة الأولى من الانتخابات الرئاسية، صرح كاستيلو فيما يتعلق بفنزويلا بأنه «لا يوجد تشافيزية هنا»، قائلاً عن الرئيس مادورو «إذا كان هناك شيء يجب أن يقوله بشأن بيرو، فهو أولاً يحل مشاكله الداخلية». كما دعا مادورو إلى إعادة اللاجئين الفنزويليين إلى وطنهم، قائلاً إن الفنزويليين وصلوا إلى بيرو «لارتكاب جرائم». ووصف كاستيلو أزمة اللاجئين الفنزويليين بقضية «الاتجار بالبشر»، وقال إنه سيمنح الفنزويليين الذين يرتكبون الجرائم 72 ساعة لمغادرة بيرو.

## الخلافات

### روابط مزعومة لـ MOVADEF
خلال فترات الصراع الداخلي الشديدة في بيرو في الثمانينيات والتسعينيات من القرن الماضي، وصفت الحكومة والجيش ووسائل الإعلام في بيرو أي فرد يساري في الطيف السياسي بأنه تهديد للأمة، وقد سُجِن وقُتل العديد من الطلاب والأساتذة وأعضاء النقابات، بسبب معتقداتهم السياسية. استمرت هذه المشاعر لعقود حتى انتخابات عام 2021، حيث تعاونت النخبة اليمينية في بيرو والمنظمات الإعلامية مع حملة فوجيموري من خلال مناشدة الخوف عند مناقشة كاستيلو، وربطه بالجماعات الشيوعية المسلحة.
في عام 2017، تم انتقاد مشاركة كاستيلو في إضراب المعلم من قبل وزير الداخلية كارلوس باسومبريو إغليسياس، الذي ذكر أن كاستيلو كان متورطًا مع MOVADEF، وهي مجموعة تتكون من أعضاء سابقين في Shining Path. نفى كاستيلو التورط مع MOVADEF، أو فصيل اتحاد المعلمين الأكثر تشددًا CONARE، قائلاً: «لدي هويتي في متناول اليد... هنا في هذا المكان، في هذا التدريس لا يوجد مكان لتلك الفصائل»، وأنه إذا كان هناك وزارة التربية والتعليم مسؤولة عن أي معلمين مرتبطين بـ MOVADEF في المدارس لأنها وظفت المعلمين. تم دحض المزاعم التي تربط كاستيلو بمثل هذه الجماعات من قبل كاستيلو نفسه ووسائل الإعلام الرئيسية، حيث وصفت صحيفة الغارديان الروابط مع Shining Path بأنها «غير صحيحة»، بينما قالت وكالة Associated Press إن مزاعم وسائل الإعلام البيروفية بوجود روابط مع Shining Path كانت «غير مدعومة». أشارت مجلة الإيكونوميست إلى أنه في نفس الوقت الذي يُزعم فيه أن كاستيلو عمل مع مجموعات مرتبطة بـ Shining Path، كان أيضًا يشارك مع مشرعين يمينيين من القوة الشعبية، حزب كيكو فوجيموري، بنفس الصفة.
اتهمت صحيفة Peru.21 كاستيلو بالارتباط بـ Shining Path، ونشرت وثائق يُزعم أنها تؤكد علاقة كاستيلو بالحركة. أثارت الصحيفة مرة أخرى صلات كاستيلو المزعومة بـ MOVADEF بسبب مشاركته في اجتماعات افتراضية مع قيادة المنظمة خلال وباء COVID-19 في بيرو. صرح هامر فيلينا زونيغا، زعيم الاتحاد المتحد للعمال في التعليم في بيرو (SUTEP)، لاحقًا أن «أخت بيدرو كاستيلو تنتمي إلى MOVADEF»، في إشارة إلى ماريا دوراليزا كاستيلو تيرونيس.

### شكوى أمام النيابة العامة
وفقًا للسجلات العامة، أسس كاستيلو شركة تسمى Consorcio Chotano de Inversionistas Emprendedores JOP SAC، والتي لم يشر إليها في سيرته الذاتية المقدمة إلى لجنة الانتخابات. قدمت ييني فيلكاتوما، العضوة السابقة في الكونجرس عن حزب القوة الشعبية فوجيموريست، شكوى إلى النيابة العامة لبيان الكذب في العملية الإدارية، والخطأ العام، والخطأ الأيديولوجي، حيث فتحت النيابة العامة تحقيقًا أوليًا، ضمن في سياق حملة الجولة الثانية، نأت كيكو فوجيموري بنفسها عن فيلكاتوما واستنكرتها قائلة: «أحب الفوز بالمسابقات السياسية على أرض الملعب». قبل الشكوى، أكد كاستيلو أنه لم يدرج الشركة لأنه لم يتذكرها لأنها لم تعمل أبدًا. تم الإعلان عن هذا بعد الشكوى التي قدمها الصحفي والكاتب ألفريدو فيجنولو، الذي ندد فيما بعد بتلقيه تهديدات بالقتل عبر الشبكات الاجتماعية من قبل أنصار كاستيلو.

## الحياة الشخصية
كاستيلو متزوج من ليليا باريديس، وهي معلمة ولديهما طفلان. وهو كاثوليكي وزوجته وأولاده إنجيليون. تعيش عائلته في منزل من تسع غرف في منطقة تشوغور تعتني بمزرعة بها أبقار وخنازير وذرة وبطاطا. كاستيلو غالبا ما يرتدي قبعة من القش تسمى chotano، والمعطف، والصنادل المصنوعة من الإطارات القديمة.

## التاريخ الانتخابي
| سنة  | مكتب                       | حزب        | الأصوات لكاستيلو | ٪       | حصيلة    | موضع |
| ---- | -------------------------- | ---------- | ---------------- | ------- | -------- | ---- |
| 2002 | مكتب رئيس بلدية أنجويا     | ممكن بيرو  | 104              | 8.821٪  | لم ينتخب | 4    |
| 2021 | رئيس بيرو (الجولة الثانية) | بيرو الحرة | 8,836,380        | 50.126٪ | انتخب    | 1    |

## روابط خارجية
- حساب على موقع تويتر
- مقدمة من موقع Perú Libre (بالإسبانية)
- السيرة الذاتية التي كتبها CIDOB (بالإسبانية)